# Alois Günthard
Alois Günthard (* 10. Oktober 1913 in Adliswil; † 10. November 1976 in Zürich) war ein Schweizer Politiker (BGB, ab 1971 SVP). Von 1963 bis zu seinem Tod gehörte er dem Regierungsrat des Kantons Zürich an.

## Biografie
Der Sohn des Landwirts Hans Konrad Günthard und von Myrta Suter schloss die Kantonsschule mit der Matura ab und arbeitete zunächst auf dem Bauernhof seiner Eltern. 1936/37 studierte er an der Universität der Franche-Comté in Besançon zwei Semester lang französische Literatur. 1942 heiratete er Fanny Schwarzenbach und übernahm den Hof. Nebenbei lernte er Latein und schrieb Feuilleton-Beiträge für die Neue Zürcher Zeitung. Regelmässig veröffentlichte er Gedichte.
Günthards erstes öffentliches Amt war während des Zweiten Weltkriegs jene des Leiters der Ortsgetreidestelle. 1945 wurde er als Kandidat der BGB in den Gemeinderat von Adliswil gewählt und war daraufhin für das Bauwesen zuständig. Während seiner Amtszeit entstand unter anderem das örtliche Schwimmbad. Ab 1947 amtierte er zusätzlich als Bezirksrichter, 1953 wurde er zum Gemeindepräsidenten gewählt, 1959 folgte die Wahl in den Zürcher Kantonsrat.
1963 nominierte die Zürcher BGB Jakob Heusser nicht mehr für eine weitere Amtszeit als Regierungsrat und entschied sich stattdessen, mit Alois Günthard zur Wahl anzutreten. Er wurde wie erwartet gewählt, woraufhin er seine bisherigen politischen und richterlichen Ämter niederlegte. Günthard erhielt in der Kantonsregierung die Militär- und Polizeidirektion zugewiesen. 1967 konnte er wie gewünscht die Leitung der Baudirektion übernehmen. Er beschäftigte sich insbesondere mit dem Strassenbau sowie den damals immer wichtiger werdenden Themen Fluglärm und Umweltschutz. Seine grösste politische Niederlage war 1973 die deutliche Ablehnung der U-Bahn Zürich in einer Volksabstimmung.
Turnusgemäss war Günthard in den Jahren 1969 und 1976 Regierungspräsident. Am Abend des 10. November 1976 hielt er während einer Veranstaltung der Gesellschaft zur Constaffel im Haus zum Rüden eine Rede, als er plötzlich zusammenbrach. Kurz darauf verstarb er im Kantonsspital Zürich.